# Antiindustrialisme
L'antiindustrialisme és un corrent de pensament crític amb la indústria i la producció industrial i amb les conseqüències socials, econòmiques i mediambientals que aquestes comporten. Els antiindustrialistes argumenten que la indústria massiva i la producció en sèrie han tingut efectes negatius sobre la societat, l'economia i el medi ambient, com ara la desaparició del treball artesanal i la uniformització de la cultura, la degradació ambiental i la pèrdua de la biodiversitat, així com la concentració de la producció en poques empreses multinacionals.
L'antiindustrialisme té arrels històriques en el romanticisme del segle XVIII i XIX, que va veure la indústria com una amenaça per a la natura i la cultura tradicional. A partir del segle xx, l'antiindustrialisme es va convertir en una corrent més ampla que es va desenvolupar en diferents moviments socials i polítics, com ara el moviment obrer, el moviment ambientalista i el moviment contracultural.
En l'actualitat, l'antiindustrialisme continua sent una corrent important dins del pensament crític amb la indústria i la producció en sèrie, i es manifesta en diferents formes, com ara el moviment slow, que promou una vida més senzilla i sostenible, o el moviment dels degrowth, que defensa la reducció del consum i la producció per tal de preservar els recursos del planeta i garantir la justícia social. L'antiindustrialisme també està relacionat amb altres corrents de pensament, com ara el localisme i el comerç just, que busquen promoure l'economia local i els productes sostenibles.